# Donato De Ieso
Donato De Ieso (Pago Veiano, 27 februari 1989) is een Italiaans wielrenner die in 2013 en 2014 uitkwam voor Bardiani CSF. Vanwege tegenvallende resultaten werd zijn contract eind 2014 niet verlengd.

## Overwinningen
2011
Coppa San Sabino
Trofeo Rigoberto Lamonica
2012
Trofeo Salvatore Morucci

## Ploegen
- 2013- Bardiani Valvole-CSF Inox
- 2014- Bardiani CSF